# Mompati Merafhe

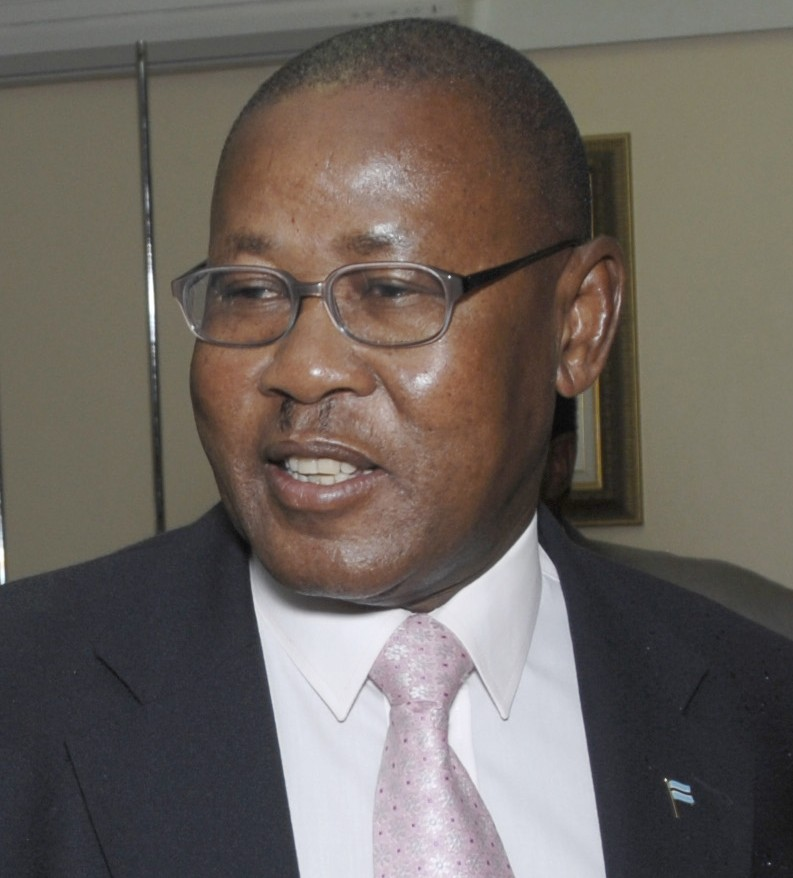
Mompati Merafhe

Mompati Sebogodi Merafhe (* 6. Juni 1936 in Serowe, Betschuanaland; † 7. Januar 2015) war ein Generalleutnant und Politiker der Botswana Democratic Party (BDP) aus Botswana, der zwischen 1977 und 1989 Kommandeur der Botswana Defence Force, mehrmals Minister sowie 2008 bis 2012 Vizepräsident war.

## Leben
Merafhe wurde 1977 erster Kommandeur der Streitkräfte Botswanas (Botswana Defence Force) und bekleidete diese Funktion zwölf Jahre lang bis zu seiner Ablösung durch General Ian Khama 1989.
Im Anschluss wurde er 1989 von Präsident Quett Masire zum Minister für Präsidentschaftsangelegenheiten und öffentliche Verwaltung in dessen Kabinett berufen und bekleidete dieses Amt bis zu seiner Ablösung durch Ponatshego Kedikilwe 1994. Im Anschluss wurde er selbst Nachfolger von Gaositwe Kogakwa Tibe Chiepe als Außenminister und übte dieses Ministeramt auch in der darauf folgenden Regierung von Staatspräsident Festus Mogae bis 2008 aus. Sein Nachfolger als Außenminister wurde daraufhin Phandu Skelemani.
Merafhe selbst wurde am 1. April 2008 als Nachfolger von Ian Khama neuer Vizepräsident Botswanas und übte dieses Amt als Stellvertreter Ian Khamas, der nunmehr Staatspräsident war, bis zu seiner Ablösung durch Ponatshego Kedikilwe am 31. Juli 2012 aus.